# Макніл (Аризона)
Макніл (англ. McNeal) — переписна місцевість (CDP) в США, в окрузі Кочіс штату Аризона. Населення — 182 особи (2020).

## Географія
Макніл розташований за координатами 31°36′36″ пн. ш. 109°39′30″ зх. д. / 31.61000° пн. ш. 109.65833° зх. д. (31.610078, -109.658267). За даними Бюро перепису населення США в 2010 році переписна місцевість мала площу 9,71 км², з яких 9,71 км² — суходіл та 0,00 км² — водойми.

### Клімат
Місто знаходиться у зоні, котра характеризується кліматом тропічних степів. Найтепліший місяць — липень із середньою температурою 26.1 °C (79 °F). Найхолодніший місяць — січень, із середньою температурою 7.2 °С (45 °F).
| Клімат Макніла          | Клімат Макніла | Клімат Макніла | Клімат Макніла | Клімат Макніла | Клімат Макніла | Клімат Макніла | Клімат Макніла | Клімат Макніла | Клімат Макніла | Клімат Макніла | Клімат Макніла | Клімат Макніла | Клімат Макніла |
| Показник                | Січ.           | Лют.           | Бер.           | Квіт.          | Трав.          | Черв.          | Лип.           | Серп.          | Вер.           | Жовт.          | Лист.          | Груд.          | Рік            |
| Середній максимум, °C   | 16             | 18             | 21             | 25             | 29             | 34             | 33             | 32             | 31             | 26             | 20             | 16             | 25             |
| Середня температура, °C | 7              | 8              | 11             | 15             | 20             | 25             | 26             | 25             | 22             | 17             | 11             | 7              | 16             |
| Середній мінімум, °C    | −1             | 0              | 2              | 5              | 10             | 15             | 18             | 17             | 14             | 8              | 1              | −1             | 7              |
| Норма опадів, мм        | 20             | 10             | 10             | 0              | 0              | 10             | 80             | 70             | 30             | 20             | 10             | 20             | 330            |
| Днів з опадами          | 4,9            | 4,5            | 3,5            | 1,8            | 1,9            | 3,4            | 13,6           | 12,7           | 5,9            | 4,1            | 3,1            | 4,2            | 63,6           |
| Днів зі снігом          | 0,4            | 0,3            | 0,1            | 0              | 0              | 0              | 0              | 0              | 0              | 0              | 0,1            | 0,2            | 1,1            |
| ----------------------- | -------------- | -------------- | -------------- | -------------- | -------------- | -------------- | -------------- | -------------- | -------------- | -------------- | -------------- | -------------- | -------------- |
| Джерело: Weatherbase    |                |                |                |                |                |                |                |                |                |                |                |                |                |

## Демографія
Згідно з переписом 2010 року, у переписній місцевості мешкало 238 осіб у 93 домогосподарствах у складі 66 родин. Густота населення становила 25 осіб/км². Було 116 помешкань (12/км²).
Расовий склад населення:
| - 99,2 % — білих - 0,4 % — корінних американців |

До двох чи більше рас належало 0,4 %. Частка іспаномовних становила 6,3 % від усіх жителів.
За віковим діапазоном населення розподілялося таким чином: 28,6 % — особи молодші 18 років, 46,2 % — особи у віці 18—64 років, 25,2 % — особи у віці 65 років та старші. Медіана віку мешканця становила 43,5 року. На 100 осіб жіночої статі у переписній місцевості припадало 100,0 чоловіків; на 100 жінок у віці від 18 років та старших — 100,0 чоловіків також старших 18 років.
Середній дохід на одне домашнє господарство становив 39 727 доларів США (медіана — 39 167), а середній дохід на одну сім'ю — 40 311 долар (медіана — 41 500). За межею бідності перебувало 17,2 % осіб, у тому числі 19,2 % дітей у віці до 18 років та 9,5 % осіб у віці 65 років та старших.
Цивільне працевлаштоване населення становило 86 осіб. Основні галузі зайнятості: транспорт — 22,1 %, освіта, охорона здоров'я та соціальна допомога — 22,1 %, роздрібна торгівля — 17,4 %.